# Magyarország oktatásügyi minisztereinek listája

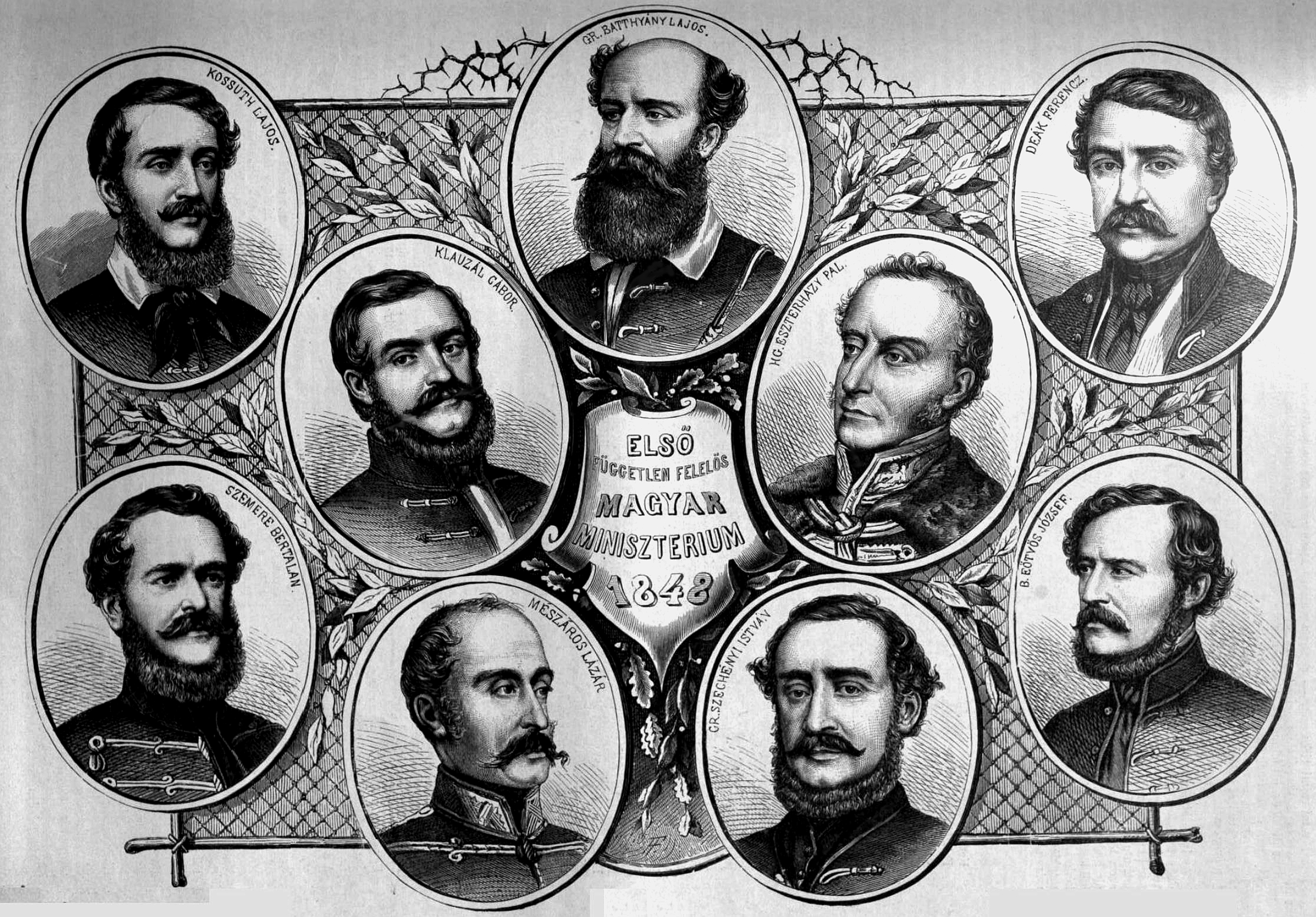
Az első magyar kormány (a jobb alsó sarokban Eötvös József báró, a nevelésügyi miniszter)

## A kezdetek
1848. március 16-án este megjelent egy röplap „Kiket kíván a nemzet felelős minisztereknek ” címmel, melyben Szemere Bertalant nevelésügyi miniszterként, Szentkirályi Móricot kultuszminiszterként, míg Eötvös József bárót pecsétőrként jelöli meg. Másnap a Nemzeti Újságban meg is jelent a plakát.

## Nevelésügyi miniszterek, vallás- és közoktatási miniszterek (1848–1849)
| Miniszterségének kezdete | Miniszterségének vége | Név                                                             | Megjegyzés |
| ------------------------ | --------------------- | --------------------------------------------------------------- | --- |
| 1848. április 7.         | 1848. szeptember 11.  | Eötvös József báró                                              | Nevelésügyi miniszter, első terminus                                                                                |
| 1848. szeptember 12.     | 1848. szeptember 28.  | Batthyány Lajos gróf miniszterelnök és Szász Károly államtitkár | A minisztérium ügykezelésének vezetői, a Nevelésügyi Minisztérium átalakul Vallás- és Közoktatásügyi Minisztériummá |
| 1848. szeptember 28.     | 1849. május 1.        | Szász Károly államtitkár                                        | A minisztérium vezetője                                                                                             |
| 1849. május 2.           | 1849. augusztus 11.   | Horváth Mihály                                                  | Vallás- és közoktatási miniszter                                                                                    |

## Vallás- és közoktatásügyi miniszterek (1867–1918)
| Miniszterségének kezdete | Miniszterségének vége | Név                                                             | Megjegyzés                                                                                                   | Párt                                 |
| ------------------------ | --------------------- | --------------------------------------------------------------- | --- | ------------------------------------ |
| 1867. február 20.        | 1871. február 2.      | Eötvös József báró                                              | Vallás- és közoktatási miniszter, második terminus                                                           | Deák Párt                            |
| 1871. február 2.         | 1871. február 10.     | Szlávy József földmívelés-, ipar- és kereskedelemügyi miniszter | Ideiglenesen                                                                                                 | Deák Párt                            |
| 1871. február 10.        | 1872. szeptember 4.   | dr. Pauler Tivadar                                              | | Deák Párt                            |
| 1872. szeptember 4.      | 1888. augusztus 22.   | dr. Trefort Ágoston                                             | | Deák, majd Szabadelvű Párt           |
| 1888. augusztus 23.      | 1888. szeptember 22.  | Baross Gábor közmunka- és közlekedésügyi miniszter              | Ideiglenesen                                                                                                 | Szabadelvű Párt                      |
| 1888. szeptember 22.     | 1894. június 10.      | Csáky Albin gróf                                                | | Szabadelvű Párt                      |
| 1894. június 10.         | 1895. január 15.      | Eötvös Loránd báró                                              | | Pártonkívüli                         |
| 1895. január 15.         | 1903. szeptember 3.   | Wlassics Gyula                                                  | | Szabadelvű Párt                      |
| 1903. szeptember 3.      | 1905. június 18.      | Berzeviczy Albert                                               | | Szabadelvű Párt                      |
| 1905. június 18.         | 1906. március 6.      | Lukács György                                                   | Nem azonos a filozófus Lukács Györggyel, aki 1919-ben és 1956-ban ugyanezt a miniszteri posztot töltötte be! |                                      |
| 1906. március 6.         | 1906. április 8.      | Tost Gyula                                                      | | Szabadelvű Párt                      |
| 1906. április 8.         | 1910. január 17.      | Apponyi Albert gróf                                             | Első terminus                                                                                                | Függetlenségi és Negyvennyolcas Párt |
| 1910. január 17.         | 1910. március 1.      | Székely Ferenc igazságügy-miniszter                             | Ideiglenesen                                                                                                 | Nemzeti Munkapárt                    |
| 1910. március 1.         | 1913. február 26.     | ifj. Zichy János gróf                                           | Első terminus                                                                                                | Nemzeti Munkapárt                    |
| 1913. február 26.        | 1917. június 15.      | Jankovich Béla                                                  | | Nemzeti Munkapárt                    |
| 1917. június 15.         | 1918. május 8.        | Apponyi Albert gróf                                             | Második terminus                                                                                             | Függetlenségi 48-as és Kossuth Párt  |
| 1918. május 8.           | 1918. október 31.     | ifj. Zichy János gróf                                           | Második terminus                                                                                             | Nemzeti Munkapárt                    |

## Vallás- és közoktatásügyi miniszterek (1918–1919)
| Miniszterségének kezdete | Miniszterségének vége | Név                                                               | Megjegyzés                                                                                            | Párt                                        |
| ------------------------ | --------------------- | ----------------------------------------------------------------- | --- | ------------------------------------------- |
| 1918. október 31.        | 1918. december 22.    | Lovászy Márton                                                    | | Függetlenségi és 48-as (Károlyi) Párt-tagok |
| 1918. december 22.       | 1919. január 22.      | Juhász Nagy Sándor államtitkár                                    | A minisztérium vezetője                                                                               | Függetlenségi és 48-as (Károlyi) Párt-tagok |
| 1919. január 22.         | 1919. március 21.     | Vass János vallásügyi miniszter (tárca nélküli miniszter)         | A Vallás- és Közoktatásügyi Minisztérium kettéválasztása következtében, megalakul a Vallásügyi Tanács | Katolikus Néppárt                           |
| 1919. január 22.         | 1919. március 21.     | Kunfi Zsigmond közoktatásügyi miniszter (tárca nélküli miniszter) | A Vallás- és Közoktatásügyi Minisztérium kettéválasztása következtében                                | MSZDP                                       |

## Közoktatásügyi népbiztosok (1919)
| Népbiztosságának kezdete | Népbiztosságának vége | Név           | Megjegyzés                                             | Párt  |
| ------------------------ | --------------------- | ------------- | ------------------------------------------------------ | ----- |
| 1919. március 21.        | 1919. április 3.      | Lukács György | Nem azonos az 1905-ben miniszterkedő Lukács Györggyel! | KMP   |
| 1919. április 4.         | 1919. augusztus 1.    | Pogány József | Az 1919. április 12-i választások után                 | MSZDP |

## Vallás- és közoktatásügyi miniszterek (1919–1945)
| Miniszterségének kezdete | Miniszterségének vége | Név                              | Megjegyzés                                                                  | Párt                                                 |
| ------------------------ | --------------------- | -------------------------------- | --------------------------------------------------------------------------- | ---------------------------------------------------- |
| 1919. május 3.           | 1919. augusztus 12.   | Teleki Pál gróf                  | A „Nemzeti Kormány” vallás- és közoktatásügyi minisztere                    | Pártonkívüli                                         |
| 1919. augusztus 1.       | 1919. augusztus 6.    | Garbai Sándor                    | A Központi Munkástanács által megbízott vallás- és közoktatásügyi miniszter | MSZDP                                                |
| 1919. augusztus 7.       | 1919. augusztus 15.   | Imre Sándor                      | A Központi Munkástanács által megbízott vallás- és közoktatásügyi miniszter | MSZDP                                                |
| 1919. augusztus 15.      | 1919. november 24.    | Huszár Károly                    |                                                                             | Keresztény Nemzeti Egyesülés Pártja (KNEP)           |
| 1919. november 24.       | 1920. december 16.    | Haller István                    |                                                                             | Keresztény Nemzeti Egyesülés Pártja                  |
| 1920. december 16.       | 1921. április 14.     | Vass József                      | első terminus                                                               | Keresztény Nemzeti Egyesülés Pártja                  |
| 1921. április 14.        | 1922. június 16.      | Vass József                      | második terminus                                                            | KNEP, majd Egységes Párt (EP)                        |
| 1922. június 16.         | 1931. augusztus 24.   | Klebelsberg Kuno gróf            |                                                                             | Egységes Párt                                        |
| 1931. augusztus 24.      | 1931. december 16.    | Ernszt Sándor                    |                                                                             | Egységes Párt                                        |
| 1931. december 16.       | 1932. október 1.      | Karafiáth Jenő                   |                                                                             | Konzervatív Párt                                     |
| 1932. október 1.         | 1938. május 14.       | Hóman Bálint                     | Első terminus                                                               | Nemzeti Egység Pártja (NEP)                          |
| 1938. május.             | 1938. június.         | Hóman Bálint                     | Nemzetnevelésügyi miniszter                                                 | Nemzeti Egység Pártja                                |
| 1938. május 14.          | 1939. február 16.     | Teleki Pál gróf                  |                                                                             | Nemzeti Egység Pártja                                |
| 1939. február 16.        | 1942. július 3.       | Hóman Bálint                     | Második terminus                                                            | Magyar Élet Pártja (MÉP)                             |
| 1942. július 3.          | 1944. március 22.     | Szinyei Merse Jenő               |                                                                             | Magyar Élet Pártja                                   |
| 1944. március 22.        | 1944. augusztus 29.   | Antal István igazságügyminiszter | Ideiglenesen                                                                | Magyar Élet Pártja                                   |
| 1944. augusztus 29.      | 1944. október 16.     | dr. Rakovszky Iván               |                                                                             | Magyar Élet Pártja                                   |
| 1944. október 16.        | 1945. március 7.      | dr. Rajniss Ferenc               |                                                                             | Magyar Megújulás Pártja (MMP)                        |
| 1945. március 7.         | 1945. március 28.     | Szálasi Ferenc „nemzetvezető”    | Ideiglenesen                                                                | Nyilaskeresztes Párt – Hungarista Mozgalom (NYKP-HM) |

## Vallás- és közoktatásügyi miniszterek (1945–1949)

### Törvények
- Az 1949. évi XV. törvény szerint:

Az 1. § rendelkezéséhez képest a Magyar Köztársaság kormánya(…)
népművelési miniszterrel(…)

bővül.

### Miniszterek
| Miniszterségének kezdete | Miniszterségének vége | Név                             | Megjegyzés                                                                               | Párt                                      |
| ------------------------ | --------------------- | ------------------------------- | ---------------------------------------------------------------------------------------- | ----------------------------------------- |
| 1944. október 22.        | 1945. november 13.    | Teleki Géza gróf                | Az Ideiglenes Nemzeti Kormány „kultuszminisztere” (vallás- és közoktatásügyi minisztere) | Pártonkívüli, majd Polgári Demokrata Párt |
| 1945. november 15.       | 1946. december 6.     | Keresztury Dezső                | Első terminus                                                                            | NPP                                       |
| 1946. december 6.        | 1947. március 14.     | Keresztury Dezső volt miniszter | Ideiglenesen, második terminus                                                           | NPP                                       |
| 1947. március 14.        | 1947. május 31.       | Ortutay Gyula                   | Első terminus                                                                            | FKgP                                      |
| 1947. május 31-én        |                       | Ortutay Gyula                   | Ideiglenesen, második terminus                                                           | FKgP                                      |
| 1947. május 31.          | 1947. szeptember 4.   | Ortutay Gyula                   | Harmadik terminus                                                                        | FKgP                                      |
| 1947. szeptember 4.      | 1947. szeptember 24.  | Ortutay Gyula                   | Ideiglenesen, negyedik terminus                                                          | FKgP                                      |
| 1947. szeptember 24.     | 1948. december 10.    | Ortutay Gyula                   | Ötödik terminus                                                                          | FKgP                                      |
| 1948. december 10-én     |                       | Ortutay Gyula                   | Ideiglenesen, hatodik terminus                                                           | FKgP                                      |
| 1948. december 10.       | 1949. május 20.       | Ortutay Gyula                   | Hetedik terminus                                                                         | FKgP                                      |
| 1949. május 20.          | 1949. június 11.      | Ortutay Gyula                   | Ideiglenesen, nyolcadik terminus                                                         | FKgP                                      |

## Népművelési miniszterek, Vallás- és (Köz)oktatásügyi miniszterek (1949–1956)

### Törvények a minisztériumról (1949–1956)
1949-től 1956-ig többször is módosították a Magyar Népköztársaság Alkotmányát (1949. évi XX. törvény).
- Az 1949. évi XX. törvény 24. §-a értelmében:

A Magyar Népköztársaság minisztériumai:(…)
a népművelési minisztérium,

a vallás- és közoktatásügyi minisztérium,(…)
- Az 1951. évi I. törvény értelmében megalakult az Állami Egyházügyi Hivatal.
- Az 1952. évi I. törvény szerint:

24. § A Magyar Népköztársaság minisztériumai:(…)
a népművelési minisztérium,

a közoktatásügyi minisztérium,(…)
- Az 1953. évi IV. törvény szerint:

24. § A Magyar Népköztársaság minisztériumai:(…)
a népművelési minisztérium,

a felsőoktatási minisztérium,

a közoktatásügyi minisztérium,(…)
- Az 1955. évi II. törvény szerint:

24. § A Magyar Népköztársaság minisztériumai:(…)
a népművelési minisztérium,

az oktatásügyi minisztérium,(…)

### Miniszterek
| Miniszterségének kezdete | Miniszterségének vége | Név              | Megjegyzés | Párt |
| ------------------------ | --------------------- | ---------------- | --- | ---- |
| 1949. június 11.         | 1950. február 25.     | Ortutay Gyula    | A Vallás- és Közoktatásügyi Minisztérium 1949. május 11-én ketté válik: egyszer marad, mint Vallás- és Közoktatásügyi Minisztérium, másrészt létrehozzák a Népművelési Minisztériumot                |      |
| 1949. június 11.         | 1953. július 4.       | Révai József     | Népművelési miniszter | MDP  |
| 1950. február 25.        | 1951. május 19.       | Darvas József    | A minisztérium 1951. május 19-én ketté válik: egyszer marad, mint Közoktatásügyi Minisztérium, másrészt létrehozzák az Állami Egyházügyi Hivatalt (1951. május 19. – 1989. július 1.), első terminus | NPP  |
| 1951. május 19.          | 1953. július 4.       | Darvas József    | Közoktatásügyi miniszter | NPP  |
| 1952. december 6.        | 1953. július 4.       | Erdey-Grúz Tibor | Felsőoktatási miniszter | MDP  |
| 1953. július 4.          | 1956. július 30.      | Erdey-Grúz Tibor | 1953. július 4-én a Közoktatásügyi Minisztérium és a Felsőoktatásügyi Minisztérium egyesül Oktatásügyi Minisztérium néven *                                                                          | MDP  |
| 1953. július 4.          | 1956. október 27.     | Darvas József    | Népművelési miniszter | MDP  |
| 1956. július 30.         | 1956. november 3.     | Kónya Albert     | Oktatásügyi miniszter | MDP  |
| 1956. október 27.        | 1956. november 3.     | Lukács György    | Népművelési miniszter Nem azonos az 1905-ben miniszterkedő Lukács Györggyel! | MDP  |

*A Közoktatásügyi Közlöny 1953-as és az Oktatásügyi Közlöny 1954-es számai után

## Oktatásügyi miniszterek (1956–1989)

### Törvények
- Az 1973. évi IV. törvény szerint:

1. § A Magyar Népköztársaság minisztériumai a következők:(…)
Művelődésügyi Minisztérium,(…)

### Miniszterek
| Miniszterségének kezdete | Miniszterségének vége | Név              | Megjegyzés | Párt  |
| ------------------------ | --------------------- | ---------------- | --- | ----- |
| 1956. november 12.       | 1957. április 12.     | Kónya Albert     | Oktatásügyi kormánybiztos | MDP   |
| 1956. november 12.       | 1956. december 31.    | Kónya Albert     | Mint oktatásügyi kormánybiztos az Oktatásügyi Minisztérium vezetője | MDP   |
| 1957. január 1.          | 1957. március 1.      | Kónya Albert     | 1957. január 1-jén az Oktatásügyi Minisztérium és a Népművelési Minisztérium egyesül Művelődésügyi Minisztérium néven Mint oktatásügyi kormánybiztos a Művelődésügyi Minisztérium vezetője | MDP   |
| 1957. március 1.         | 1957. május 9.        | Kállai Gyula     | A magyar forradalmi munkás-paraszt kormány által a művelődésügyek vezetésével megbízva | MSZMP |
| 1957. május 9.           | 1958. január 28.      | Kállai Gyula     | Művelődésügyi miniszter | MSZMP |
| 1958. január 28.         | 1961. szeptember 13.  | Benke Valéria    | Művelődésügyi miniszter | MSZMP |
| 1961. szeptember 13.     | 1973. július 13.      | Ilku Pál         | Művelődésügyi miniszter | MSZMP |
| 1973. július 13.         | 1974. április 29.     | Nagy Miklós      | Művelődésügyi miniszter | MSZMP |
| 1974. május 14.          | 1974. június 21.      | Polinszky Károly | Művelődésügyi miniszter | MSZMP |
| 1974. június 21.         | 1980. június 27.      | Polinszky Károly | 1974. június 21-én a Művelődésügyi Minisztérium ketté vált: létrejött az Oktatásügyi Minisztérium és a Kulturális Minisztérium Oktatási miniszter                                          | MSZMP |
| 1974. június 21.         | 1976. július 22.      | Orbán László     | Kulturális miniszter | MSZMP |
| 1976. július 22.         | 1980. június 27.      | Pozsgay Imre     | Kulturális miniszter | MSZMP |
| 1980. június 27.         | 1982. június 25.      | Pozsgay Imre     | 1980. június 27-én az Oktatásügyi Minisztériumot és a Kulturális Minisztériumot összevonták Művelődési Minisztérium néven                                                                  | MSZMP |
| 1982. június 25.         | 1988. június 29.      | Köpeczi Béla     | Művelődési miniszter | MSZMP |
| 1988. június 29.         | 1989. május 10.       | Czibere Tibor    | 1989. július 1-jén megszűnik az Állami Egyházügyi Hivatal Művelődési miniszter | MSZMP |
| 1989. május 10.          | 1990. május 23.       | Glatz Ferenc     | Művelődési miniszter | MSZMP |

## Nemzeti kulturális örökség miniszterei, oktatás(ügy)i és kulturális miniszterek vagy művelődési és közoktatásügyi miniszterek (1989-től)

### Törvények
Az 1990. évi XXX. törvény 1. és 4. §-a szerint:
A Magyar Köztársaság minisztériumai a következők:
Művelődési és Közoktatási Minisztérium,
Ahol jogszabály

a) Művelődési Minisztériumot, művelődési minisztert említ, ott Művelődési és Közoktatási Minisztériumot, illetőleg művelődési és közoktatási minisztert;

kell érteni.
A Magyar Köztársaság Alkotmányának 34. §-a szerint:
(1) A Magyar Köztársaság minisztériumainak felsorolását külön törvény tartalmazza.
A 2006. évi LV. törvény szerint:
f) Nemzeti Kulturális Örökség Minisztériumát, valamint a nemzeti kulturális örökség miniszterét említ, ott Oktatási és Kulturális Minisztériumot, valamint oktatási és kulturális minisztert,

g) Oktatási Minisztériumot, valamint oktatási minisztert említ, ott

kell érteni.

### Miniszterek
| Miniszterségének kezdete | Miniszterségének vége | Név                  | Megjegyzés | Párt         |
| ------------------------ | --------------------- | -------------------- | --- | ------------ |
| 1990. május 23.          | 1993. február 22.     | Andrásfalvy Bertalan | Művelődési és közoktatási miniszter | MDF          |
| 1993. február 22.        | 1994. július 15.      | Mádl Ferenc          | | Pártonkívüli |
| 1994. július 15.         | 1995. december 31.    | Fodor Gábor          | | SZDSZ        |
| 1996. január 1.          | 1998. július 8.       | Magyar Bálint        | Első terminus | SZDSZ        |
| 1998. július 8.          | 2001. július 15.      | Pokorni Zoltán       | 1998. július 8-án a Művelődési és Közoktatási Minisztérium ketté vált: létrejött az Oktatási Minisztérium és a Nemzeti Kulturális Örökség Minisztériuma Oktatási miniszter                            | Fidesz       |
| 1998. július 8.          | 1999. december 31.    | Hámori József        | A nemzeti kulturális örökség minisztere | Pártonkívüli |
| 2000. január 1.          | 2002. május 27.       | Rockenbauer Zoltán   | A nemzeti kulturális örökség minisztere | Fidesz       |
| 2001. július 16.         | 2002. május 27.       | Pálinkás József      | Oktatási miniszter | Fidesz       |
| 2002. május 27.          | 2006. június 9.       | Magyar Bálint        | Oktatási miniszter (második terminus) | SZDSZ        |
| 2002. május 27.          | 2003. május 18.       | Görgey Gábor         | A nemzeti kulturális örökség minisztere | Pártonkívüli |
| 2003. május 19.          | 2005. február 13.     | Hiller István        | A nemzeti kulturális örökség minisztere | MSZP         |
| 2005. február 14.        | 2006. június 9.       | Bozóki András        | A nemzeti kulturális örökség minisztere | Pártonkívüli |
| 2006. június 9.          | 2010. május 29.       | Hiller István        | 2006. június 9-én az Oktatási Minisztérium és a Nemzeti Kulturális Örökség Minisztériuma egyesült, és létrejött az Oktatási és Kulturális Minisztérium Oktatási és kulturális miniszter               | MSZP         |
| 2010. május 29.          | 2012. május 13.       | Réthelyi Miklós      | 2010. május 29-én az Oktatási és Kulturális Minisztérium jogutódjaként, több más minisztériumot is magába olvasztva létrejött a Nemzeti Erőforrás Minisztérium Nemzeti erőforrásért felelős miniszter | Pártonkívüli |
| 2012. május 14.          | 2018. május 18.       | Balog Zoltán         | Emberi Erőforrások Minisztériuma emberi erőforrások minisztere | Fidesz       |
| 2018. május 18.          | 2022. május 24.       | Kásler Miklós        | Emberi Erőforrások Minisztériuma emberi erőforrások minisztere | Pártonkívüli |
| 2022. május 24.          |                       | Pintér Sándor        | Belügyminisztérium belügyminiszter | Pártonkívüli |

## Képek

### Vallás- és közoktatásügyi miniszterek

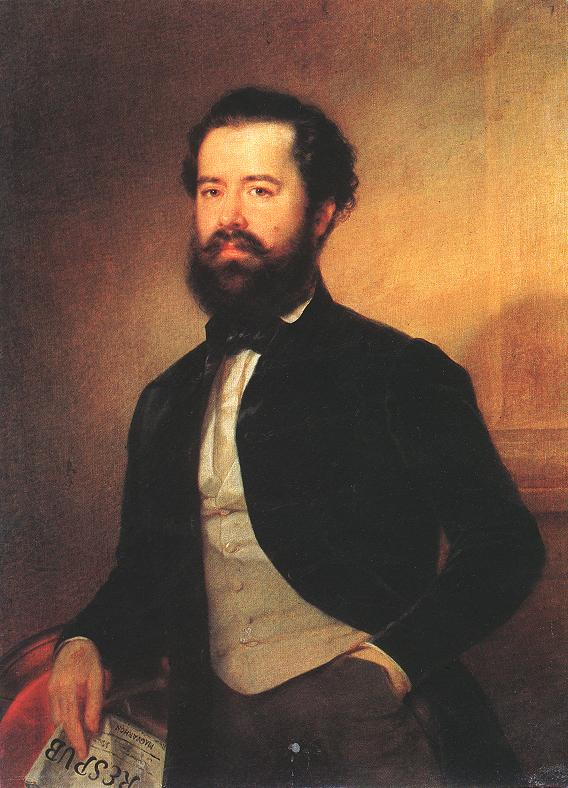
Szemere Bertalan, akit 1848. március 16-án nevelésügyi miniszternek ajánlottak
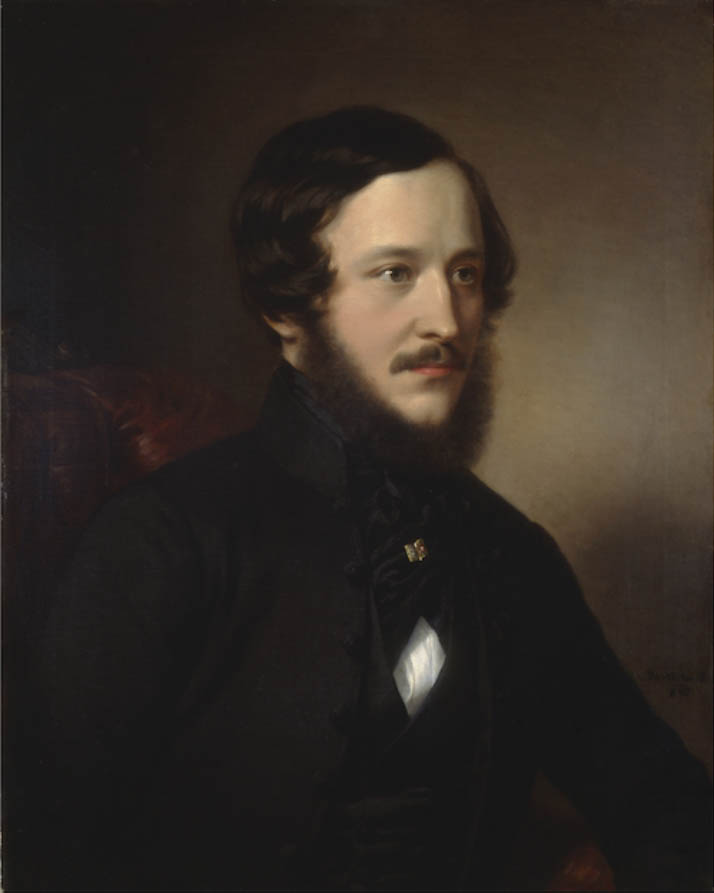
Báró Eötvös József nevelésügyi miniszter (1848. április 7. – 1848. szeptember 11.)
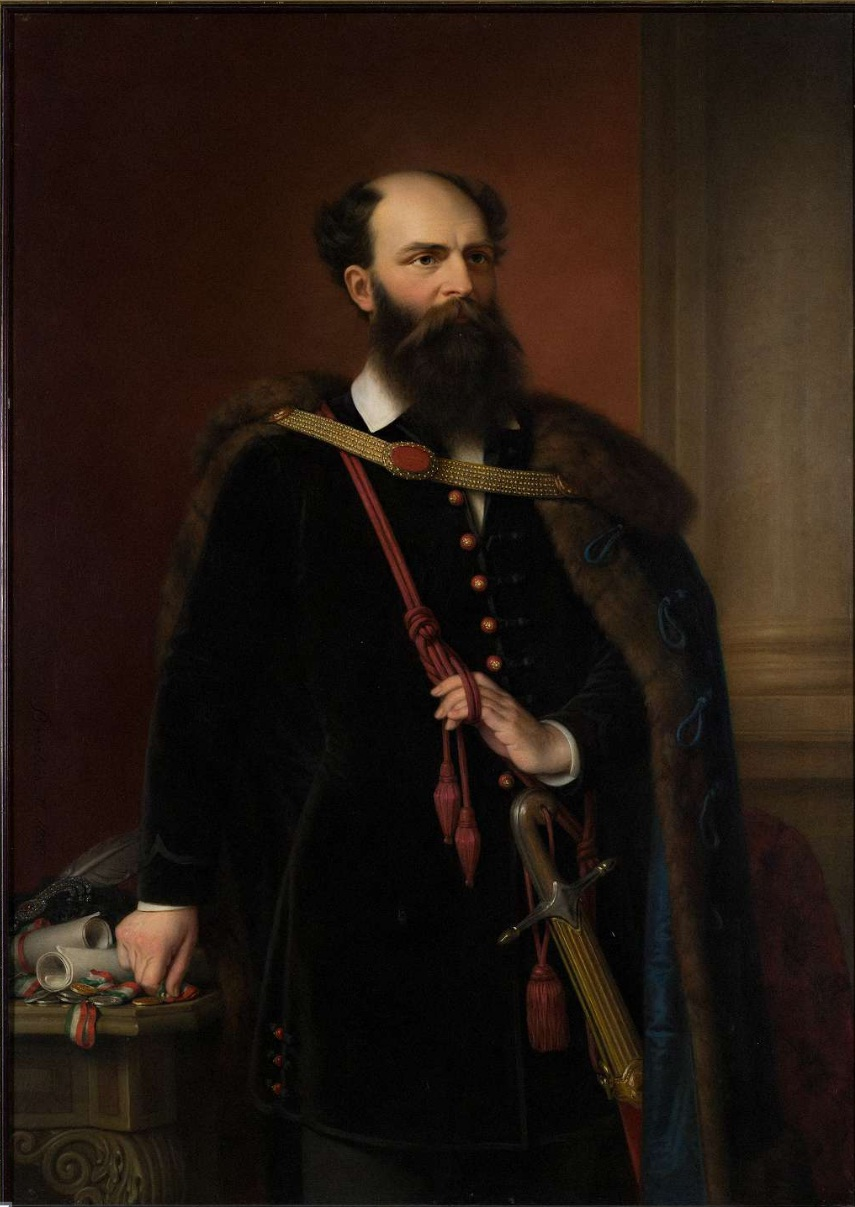
gróf Batthyány Lajos, a Vallás- és Közoktatásügyi Minisztérium ügyvezetésének vezetője (1848. szeptember 12. – 1848. szeptember 28.)
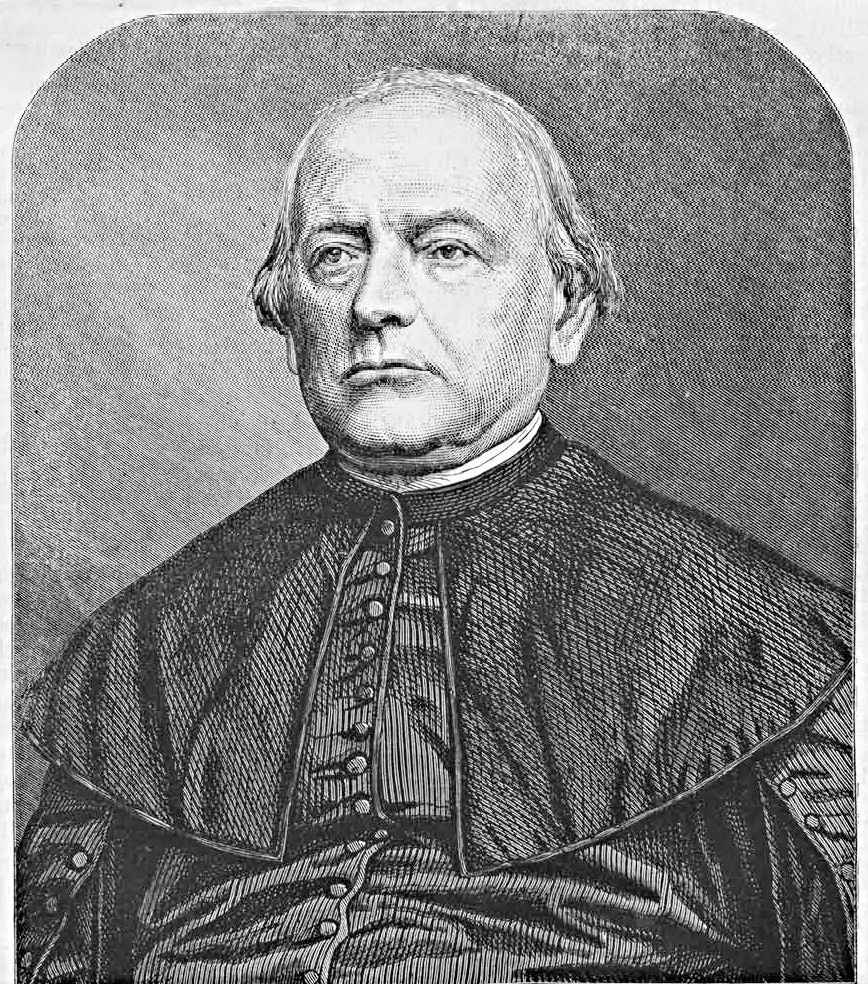
Horváth Mihály vallás- és közoktatásügyi miniszter (1849. május 2. – 1849. augusztus 11.)
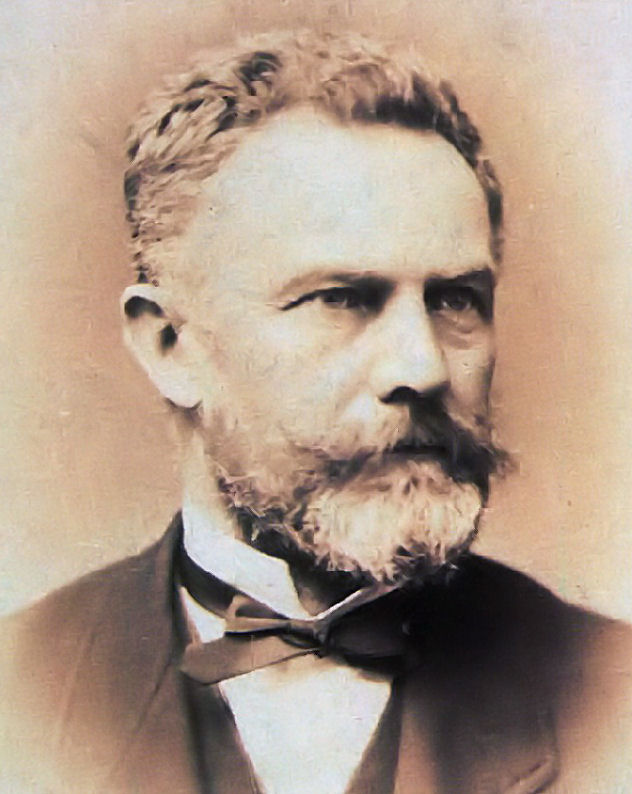
Szlávy József földmívelés-, ipar- és kereskedelemügyi és ideiglenes vallás- és közoktatásügyi miniszter (1871. február 2. – 1871. február 10.)
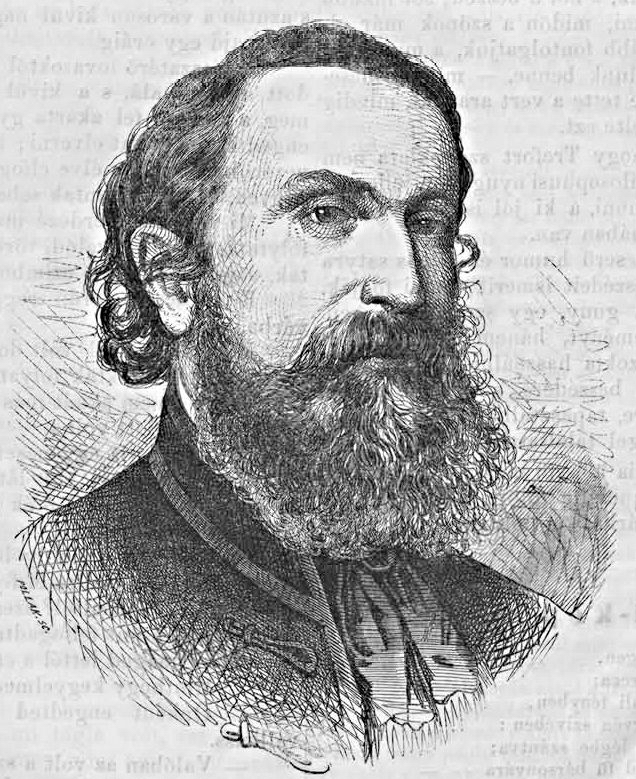
Trefort Ágoston vallás- és közoktatásügyi miniszter (1871. szeptember 4. – 1888. augusztus 22.)
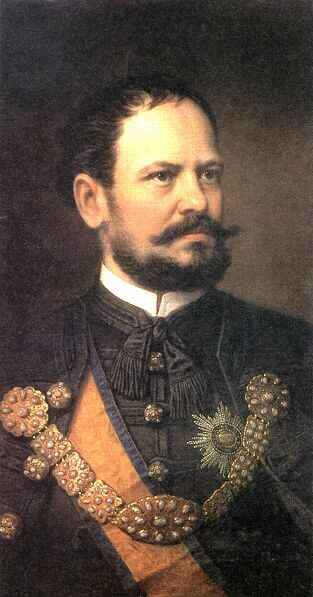
Baross Gábor közmunka- és közlekedésügyi, és ideiglenes vallás- és közoktatásügyi miniszter (1888. augusztus 23.–szeptember 22.)
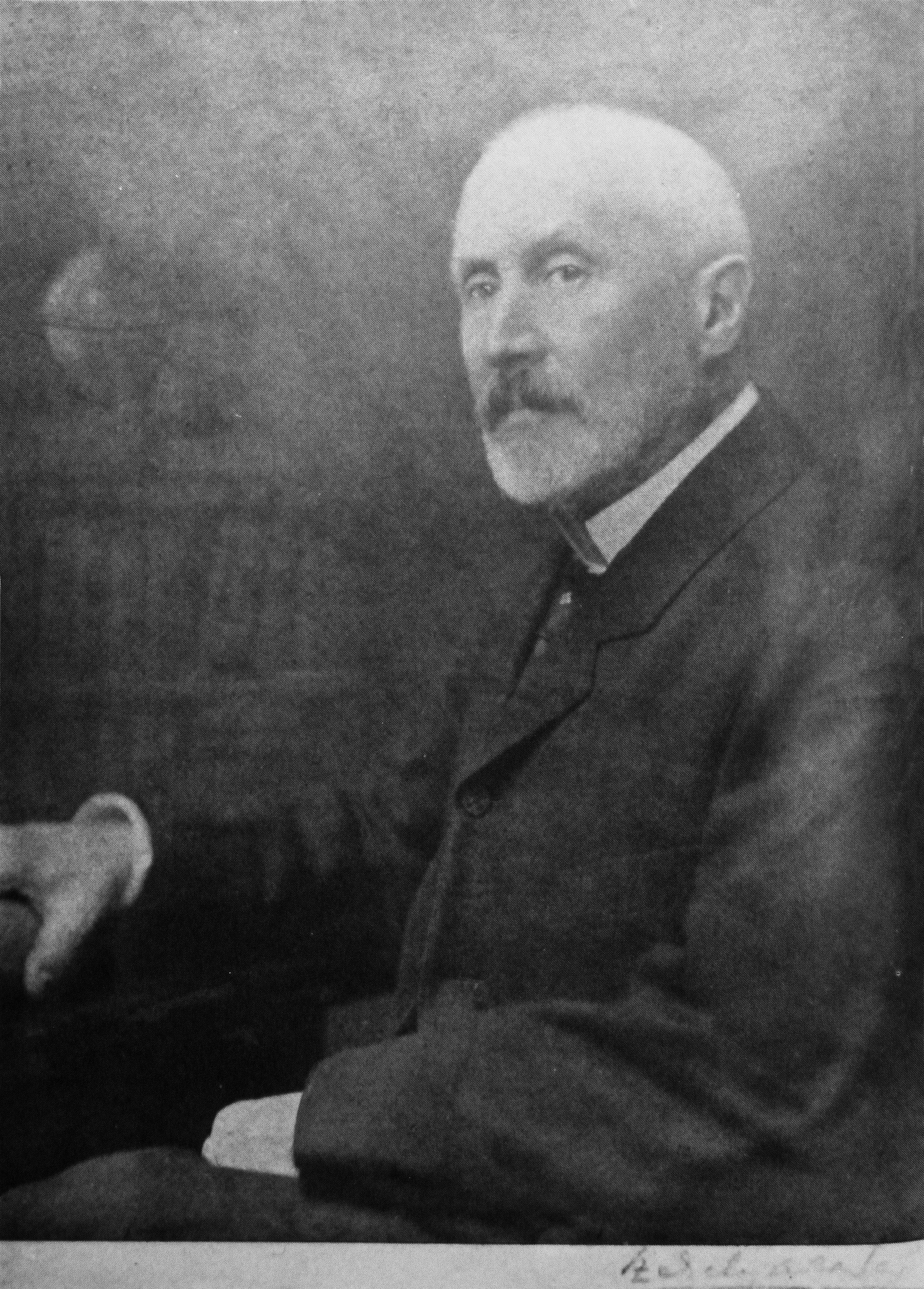
báró Eötvös Loránd vallás- és közoktatásügyi miniszter (1894. június 10. – 1895. január 15.)
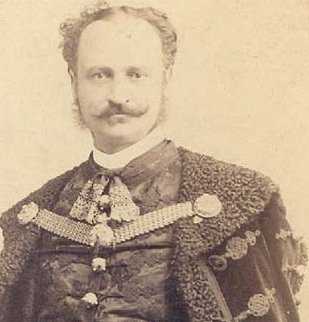
Wlassics Gyula vallás- és közoktatásügyi miniszter (1895. január 15. – 1903. szeptember 3.)

### Törvények
- 1949. évi XV. törvény (új minisztériumok szervezéséről és a Magyar Köztársaság kormányának átalakításáról) Archiválva 2007. december 15-i dátummal a Wayback Machine-ben
- 1949. évi XX. törvény (a Magyar Népköztársaság Alkotmánya) és utolsó hatályos változata
- 1951. évi I. törvény (az Állami Egyházügyi Hivatal fölállításáról) Archiválva 2007. november 22-i dátummal a Wayback Machine-ben
- 1952. évi I. törvény (az Alkotmány 24. §-a új szövegének megállapításáról) Archiválva 2006. július 8-i dátummal a Wayback Machine-ben
- 1953. évi IV. törvény (a Magyar Népköztársaság Alkotmánya 24. §-a új szövegének megállapításáról) Archiválva 2006. május 20-i dátummal a Wayback Machine-ben
- 1955. évi II. törvény (a Magyar Népköztársaság Alkotmánya 24. §-a új szövegének megállapításáról) Archiválva 2006. május 20-i dátummal a Wayback Machine-ben
- 1973. évi IV. törvény (a Magyar Népköztársaság minisztériumainak felsorolásáról) Archiválva 2008. december 25-i dátummal a Wayback Machine-ben
- 1990. évi XXX. törvény (a Magyar Köztársaság minisztériumainak felsorolásáról) Archiválva 2006. június 22-i dátummal a Wayback Machine-ben
- 2006. évi LV. törvény a Magyar Köztársaság minisztériumainak felsorolásáról